# Carpelimus notatus
Carpelimus notatus – gatunek chrząszcza z rodziny kusakowatych i podrodziny kozubków.
Gatunek ten opisany został po raz pierwszy w 2019 roku przez Michaiła Gildienkowa na łamach „Russian Entomological Journal”. Jako lokalizację typową wskazano pobrzeża Tarabananu na północny wschód od San Rafael w prowincji Palawan na filipińskiej wyspie Palawan. Epitet gatunkowy oznacza po łacinie „wyraźny” i odnosi się do mikrorzeźby ciała.
Chrząszcz o wydłużonym ciele długości 2,1 mm, ubarwionym czarno z ciemnobrązowymi czułkami i odnóżami, porośniętym jasnymi, krótkimi włoskami. Szersza niż dłuższa, dość grubo i gęsto punktowana głowa ma duże, wypukłe oczy, dobrze rozwinięte, zaokrąglone skronie i wyraźną szyję. Czułki buduje 11 członów, z których ostatni jest wydłużony i stożkowaty. Szersze niż dłuższe, dość grubo i gęsto punktowane przedplecze ma dwie pary wyraźnych wcisków po bokach i jeden nieparzysty, owalny, płytki wcisk pośrodku. Okrągławe, słabo zaznaczone wciski zdobią tarczkę. Dość grubo i gęsto punktowane  są także pokrywy. Powierzchnia odwłoka jest delikatnie szagrynowana.
Owad orientalny, endemiczny dla Filipin, znany z wysp Palawan i Luzon. Spotykany na nizinach, nad rzekami